# Grahamiella dryadis
Grahamiella dryadis är en svampart som först beskrevs av Nannf. ex L. Holm, och fick sitt nu gällande namn av Spooner 1981. Enligt Catalogue of Life ingår Grahamiella dryadis i släktet Grahamiella,  och familjen Helotiaceae, men enligt Dyntaxa är tillhörigheten istället släktet Grahamiella,  och familjen Hyaloscyphaceae. Arten är reproducerande i Sverige. Inga underarter finns listade i Catalogue of Life.